# Siphona setinerva
Siphona setinerva là một loài ruồi trong họ Tachinidae.